# Saint-Lions
Saint-Lions ist eine französische Gemeinde mit 38 Einwohnern (Stand 1. Januar 2022) im Département Alpes-de-Haute-Provence in der Region Provence-Alpes-Côte d’Azur. Sie gehört zum Kanton Riez im Arrondissement Castellane.

## Geographie
Sie grenzt im Norden an Clumanc, im Osten an Moriez, im Süden an Barrême und im Westen an Saint-Jacques. Mit Ausnahme des Ostens verläuft die Gemeindegrenze jeweils schnurgerade. 475 Hektar der Gemeindegemarkung sind bewaldet. Der Dorfkern liegt auf 800 m. 

## Bevölkerungsentwicklung
| Jahr      | 1962 | 1968 | 1975 | 1982 | 1990 | 1999 | 2004 | 2012 |
| --------- | ---- | ---- | ---- | ---- | ---- | ---- | ---- | ---- |
| Einwohner | 27   | 23   | 20   | 28   | 50   | 32   | 43   | 39   |

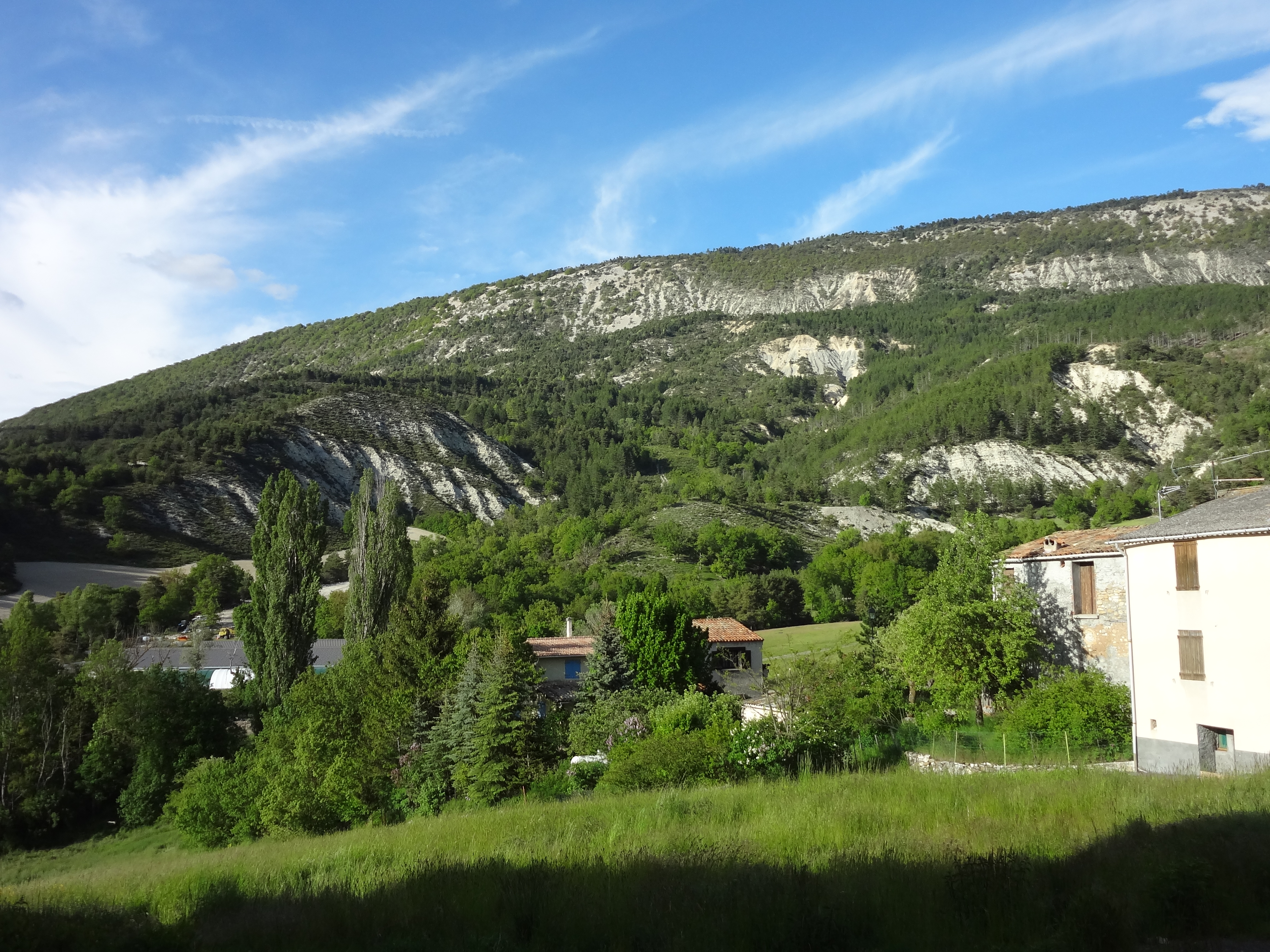
Der Mouchon, eine Erhebung zwischen Clumanc und Saint-Lions
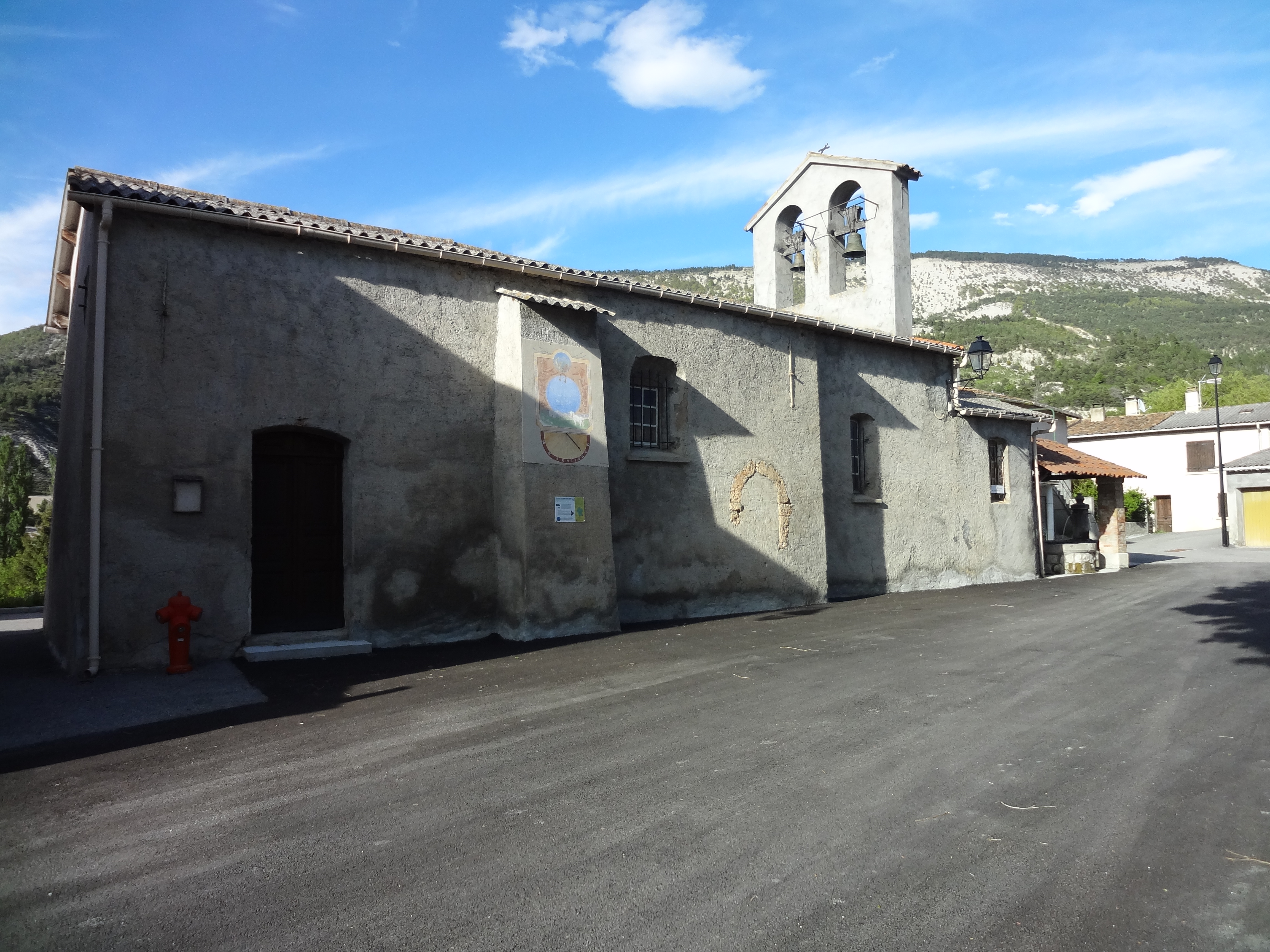
Kirche Saint-Laurent
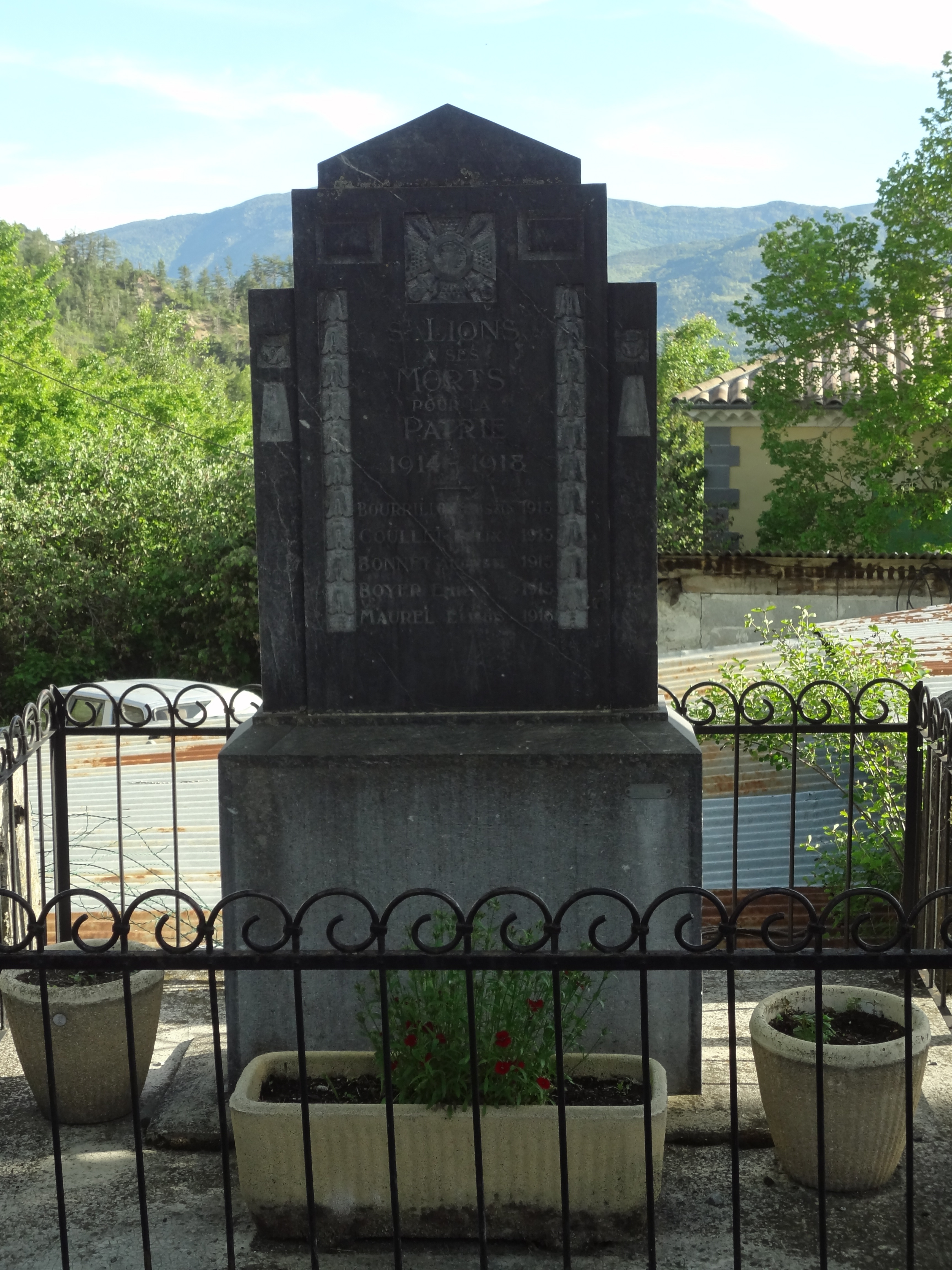
Kriegerdenkmal